# Dina Boluarte

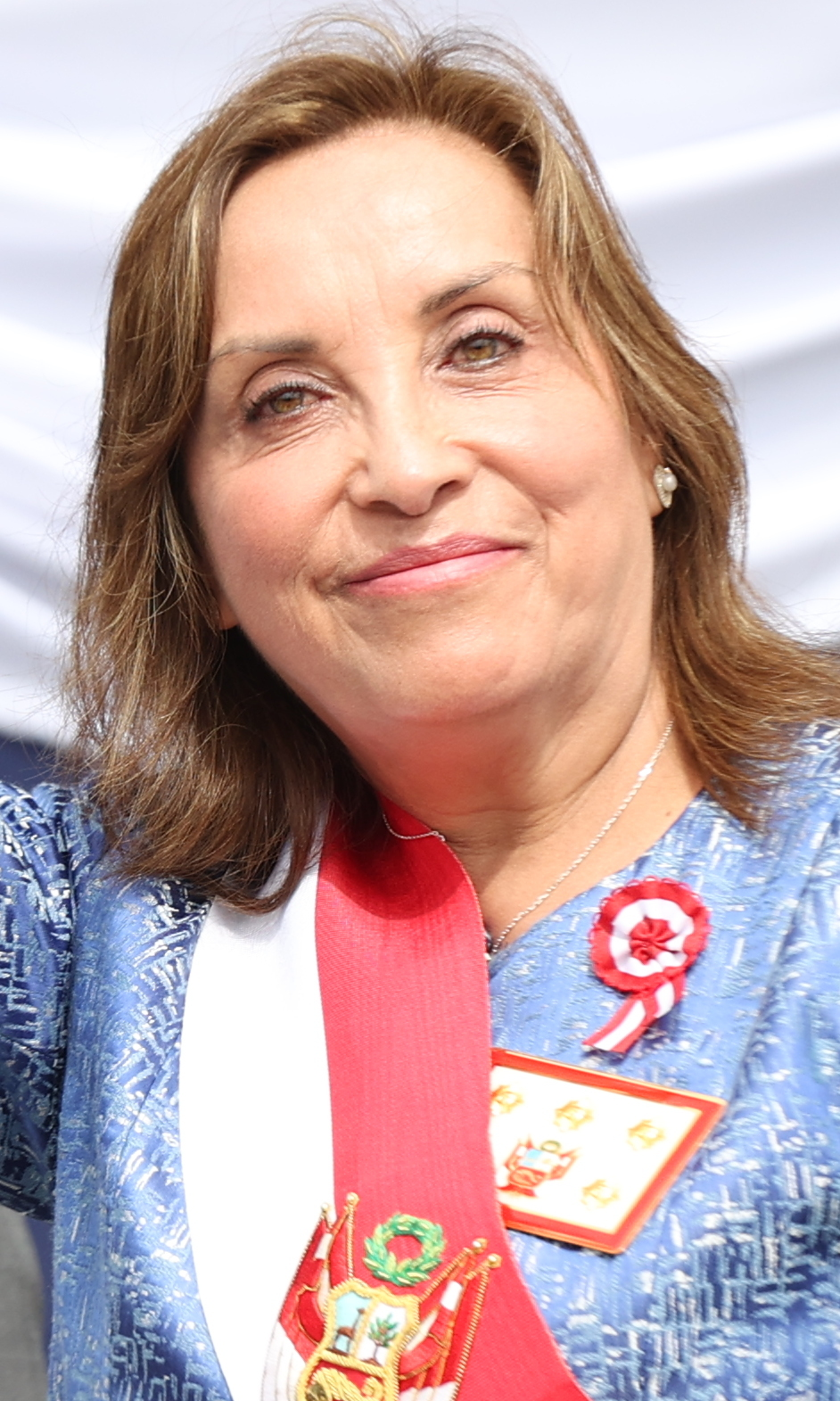
Dina Boluarte, 2024

Dina Ercilia Boluarte Zegarra [dína bolwáɾte] (* 31. Mai 1962 in Chalhuanca) ist eine peruanische Rechtsanwältin und Politikerin. Seit Dezember 2022 ist sie die Präsidentin von Peru. Zuvor war sie unter dem abgesetzten Präsidenten Pedro Castillo Vizepräsidentin sowie Ministerin für Entwicklung und soziale Inklusion. Sie ist parteilos.

## Leben
Dina Boluarte wurde 1962 im Distrikt Chalhuanca in der Provinz Aymaraes in der Region Apurímac als jüngstes von 14 Geschwistern geboren. Bereits als sehr junges Mädchen kam sie in die Hauptstadt Lima. Dort studierte sie Rechtswissenschaften. Nach Abschluss des Jurastudiums an der Universidad de San Martín de Porres führte sie ein postgraduales Studium an derselben Universität durch und wurde Anwältin.
Einige Jahre lebte sie in Mexiko, ehe sie 2007 Abteilungsleiterin in der peruanischen Einwohnerbehörde RENIEC (Registro Nacional de Identificación y Estado Civil) wurde. 2018 kandidierte sie als Mitglied der Partei Perú Libertario, heute Perú Libre, erfolglos für das Bürgermeisteramt von Surquillo, eines Stadtteils von Lima. Im Jahr 2020 verpasste sie bei der Parlamentswahl den Einzug in den Kongress der Republik Peru.

## Vizepräsidentschaft und Präsidentschaft
Gut zwei Jahre später wurde sie an der Seite Pedro Castillos Kandidatin von Perú Libre für das Amt der Vizepräsidentin, in das sie durch den Wahlerfolg in der Stichwahl gewählt wurde und das sie am 29. Juli 2021 antrat. Darüber hinaus ernannte Castillo sie am selben Tag zur Ministerin für Entwicklung und soziale Inklusion in seinem Kabinett. Am 7. Dezember 2022 wurde Pedro Castillo vom peruanischen Kongress nach einem gescheiterten Putschversuch abgesetzt und Dina Boluarte zur neuen Präsidentin ernannt. Sie ist die erste Frau an der Spitze der peruanischen Republik. Sie steht dem Kabinett Boluarte vor. Linke Oppositionsparteien im Kongress haben am 25. Januar 2023 ein Amtsenthebungsverfahren gegen Boluarte eingeleitet und begründeten dies mit moralischer Unfähigkeit. Dieser Antrag wurde jedoch mit der Stimmenmehrheit der konservativen Parteien am 4. April 2023 abgelehnt. Ein erneutes Amtsenthebungsverfahren wurde am 13. Oktober 2023 eingeleitet. Nicanor Boluarte, ihr älterer Bruder, der während ihres Wahlkampfs 2021 als ihr Wahlkampfmanager agierte, gilt als wichtiger Einfluss auf sie. Gegen das Geschwisterpaar wird im Zuge des Wahlkampfes 2021 wegen Geldwäsche ermittelt.

### Proteste in Peru
Seit Beginn der Amtsübernahme kam es verstärkt zu Protesten in Peru. Am 15. Dezember 2022 wurden in Ayacucho mehrere Menschen erschossen (Ayacucho-Massaker).
Am 9. Januar 2023, nach Wiederaufnahme der Proteste nach den Feiertagen, wurden in Juliaca 18 Personen erschossen (Juliaca-Massaker) und über 100 von der Policía Nacional del Perú verletzt. Aus neun Leichen konnten Patronen, u. a. eines AKM-Gewehrs, geborgen werden.
Die gewaltsame Repression der Proteste führte zu weiteren Demonstrationen, welche im Januar 2023 auch die Hauptstadt Lima erreichten. Am 19. Januar wurde zur Großdemonstration in Lima (sog. „Toma de Lima“) aufgerufen. Am 21. Januar wurde die Universität San Marcos in Lima, welche durch Demonstranten besetzt worden war, mit einem Panzer gestürmt und ca. 200 Personen wurden festgenommen. Die nationale Menschenrechtskoordinatorin und weitere Anwälte kritisierten, dass dabei festgenommene Frauen von der Polizei gezwungen wurden, sich auszuziehen.
Boluarte nahestehende Quellen berichteten laut La República, dass sie nach dem Massaker von Juliaca von der Präsidentschaft zurücktreten wollte,
doch Premierminister Alberto Otárola überzeugte sie, dass sie und andere Minister ihre Immunität verlieren würden, wenn sie zurückträte, und dass sie möglicherweise wegen Verbrechen belangt würden. Laut La República versprach Otárola Boluarte daraufhin, dass er die Unterstützung der peruanischen Streitkräfte und rechter Gruppen für sie gewinnen könne.
Laut Perus Verfassung müsste sich Boluarte einer möglichen Anklage erst nach ihrer Amtszeit stellen.
Boluarte und Otárola wurde nachgesagt, dass sie sich fürchteten, dass sie „sobald sie nicht mehr an der Macht sind, der Justiz für die systematischen Menschenrechtsverletzungen ihrer Regierung stellen müssen“. 
Bei einer Befragung im September 2023 durch die Staatsanwaltschaft im Ermittlungsverfahren zu mutmaßlichen Menschenrechtsverletzungen hat Dina Boluarte die Aussage verweigert und ließ auch die Fragen der Nebenkläger unbeantwortet.
Nach der Amtszeit drohen ihr Anklagen wegen Korruption, Verbrechen des Völkermords, der schweren Tötung und schwerer Körperverletzung aufgrund der Unterdrückung der Demonstrationen. 
Otárola trat am 5. März 2024 wegen des Verdachts auf Korruption und sexuelle Nötigung zurück.
Das Forschungsinstitut Celag (Centro Estratégico Latinoamericano de Geopolítica) analysierte, dass die peruanische Regierung unter Dina Boluarte, mit 47 Toten seit Amtsantritt, im Februar 2023 die zweitmeisten Toten bei Protesten in Lateinamerika seit dem Jahr 2000 zu verzeichnen hatte. Amnesty International ging von 49 Todesfällen aus und klassifizierte 20 davon als außergerichtliche Hinrichtungen durch Polizeikräfte. Die Interamerikanische Menschenrechtskommission (CIDH) ging sogar von 60 Toten aus. Nur in Kolumbien unter Ivan Duque kamen zwischen 2017 und 2021 mit 83 Personen mehr protestierende Menschen zu Tode.

### Kabinett Boluarte
Das Kabinett Boluarte ist von hoher Instabilität geprägt, vom Amtsantritt im Dezember 2022 bis August 2025 kam es zu 66 Wechseln auf den Ministerpositionen.
Bis zum 14. Mai 2025 gab es mit Pedro Angulo, Alberto Otárola, Gustavo Adrianzén  und Eduardo Arana Ysa  bereits vier Premierminister in zweieinhalb Jahren. Der Innenminister wechselte in dieser Zeit sieben Mal.
Die Amtszeit von Boluarte dauert bis Juli 2026, mehrere Anträge auf vorgezogene Neuwahlen scheiterten.

### Affäre um Luxusuhren
Am 14. März 2024 deckte das Online-Magazin La Encerrona auf, dass Boluarte bei öffentlichen Terminen offenbar mindestens vierzehn verschiedene Luxusuhren, unter anderem der Marke Rolex, mit Einzelhandelspreisen von angeblich bis zu 14.000 US-Dollar trug. Das Magazin fragte, wie sie die Kaufpreise aufgebracht habe. Eine dieser Uhren soll sie offenbar von dem Gouverneur von Ayacucho, Wilfredo Oscorima, erhalten haben. Der Erwerb der fraglichen Uhr durch Oscorima am Tag ihres Geburtstags, bei der einzigen Vertretung dieser Marke in Peru, war nachweislich. Hintergrund dieses Präsents soll eine Überweisung des Wirtschaftsministeriums in Höhe von 100 Millionen Soles (27 Millionen US-Dollar) für den Bau eines Stadions für die Juegos Bolivarianos 2025 in Ayacucho gewesen sein. Bei einer Anhörung vor der Staatsanwaltschaft gab Boluarte an, sich von Oscorima lediglich drei Uhren geliehen zu haben.
Vier Tage nach Bekanntwerden der Vorwürfe leitete die Staatsanwaltschaft ein Verfahren wegen unerlaubter Bereicherung gegen Boluarte ein, da sie diesen Schmuck nicht in ihrem Vermögen deklariert hatte. Die Ermittlungen betrafen – außer den Uhren – Schmuckstücke im Wert von geschätzt 500.000 US-Dollar sowie Bankguthaben „unbekannter Herkunft“ von fast 500.000 US-Dollar. Daraufhin traten 6 ihrer 19 Minister zurück.

## Politische Einordnung
Boluarte hatte ihre Wurzeln in der politischen Linken. Nach dem Sturz Castillos wandte sie sich aber von Perú Libre ab und stützt sich nun auf die Eliten des Landes sowie konservative bis rechte Kräfte. Ihrer Präsidentschaft wird ein zunehmender Autoritarismus unterstellt. Auf starke internationale Kritik unter anderem von Amnesty International, Human Rights Watch und dem UN-Hochkommissar für Menschenrechte, Volker Türk, stieß das von Boluarte am 13. August 2025 unterzeichnete Amnestiegesetz, das ehemalige Angehörigen der Armee, Polizei und ziviler Selbstschutzgruppen, die wegen Menschenrechtsverletzungen aus der Zeit des bewaffneten Konflikts zwischen dem Staat und der Guerilla Leuchtender Pfad zwischen 1980 und 2000 angeklagt sind, umfassende Straffreiheit gewährt. Nach Schätzungen der peruanischen Wahrheits- und Versöhnungskommission kamen in dieser Zeit vor allem in indigenen ländlichen Regionen rund 70.000 Menschen ums Leben, von denen ein erheblicher Teil Opfer staatlicher Akteure wurden. Eine treibende Kraft unter den Befürwortern der Amnestie ist die rechtsautoritäre Politikerin Keiko Fujimori, Tochter des damaligen Präsidenten Alberto Fujimori.

## Privates
Dina Boluarte ist geschieden und hat zwei Söhne.